# Madalina Ray
Madalina Ray (* 3. Mai 1979 in Transsilvanien) ist eine ehemalige rumänische Pornodarstellerin.
Ray verbrachte ihre Kindheit in Rumänien. Nach dem Abitur studierte sie Physik und Mathematik. 1996 kam Ray nach Hannover, wo sie den Produzenten Hans Nußbaum kennenlernte, der ihr einen Exklusivvertrag gab. Seit 1997 drehte sie für die Firma Goldlight über 30 Hard- und Softcorefilme.
Die IAFD listet 28 Produktionen mit ihrer Beteiligung auf. Von den kategorisierten Szenen fallen 70 % in das Genre „Anal“. Einer ihrer größten Erfolge ist „The Dome“, der über 150.000 mal verkauft wurde.
1998 und 1999 wurde sie in Brüssel mit dem European X-Award als beste Darstellerin ausgezeichnet. Ebenfalls 1998 erhielt „Baron of Darkness“, in dem Ray die Hauptrolle spielte, einen Venus Award in der Kategorie Bester Film. Sie spielt auch in dem Film Stavros 1: Der Mythos von Mario Salieri mit.
Sie wohnt mit ihrem Ehemann in Düsseldorf.

## Auszeichnungen
- 1998: European X Award: „Beste Darstellerin“
- 1999: European X Award: „Beste Darstellerin“